# يان كيركهام
يان كيركهام (بالإنجليزية: Ian Kirkham)‏ هو عازف ساكسفون بريطاني، ولد في 9 مارس 1963 في برستون في المملكة المتحدة.

## روابط خارجية
- يان كيركهام على موقع أول ميوزيك (الإنجليزية)
- يان كيركهام على موقع ديسكوغز (الإنجليزية)